# Hydrochoerus gaylordi
Hydrochoerus gaylordi is een uitgestorven capibara uit het Laat-Plioceen van Grenada. Deze soort had een bovenkaak met drie kiezen, waarvan de derde gebroken was, en werd in 1991 gevonden door Ronald Singer en zijn collega's. De soort werd genoemd naar ene Joseph Gaylord als een dankbetuiging van Singer. H. gaylordi verschilt in slechts één kenmerk van de overige capibara's (de gewone capybara Hydrochoerus hydrochaeris en de minder goed bekende Hydrochoerus isthmius): er is een verbinding tussen de lamellen op de tweede kies. Bij andere soorten verdwijnt deze verbinding als de dieren ouder worden.